# Tony Eason
Charles Carroll Eason IV, detto Tony (Blythe, 8 ottobre 1959), è un ex giocatore di football americano statunitense che ha giocato nel ruolo di quarterback nella National Football League (NFL). Fu scelto nel corso del primo giro (15º assoluto) del Draft NFL 1983 dai New England Patriots. Al college giocò a football all'Università dell'Illinois (Urbana-Champaign).

## Carriera professionistica
Eason fu scelto dai New England Patriots come quindicesimo assoluto del Draft NFL 1983. Fu uno dei sei quarterback scelti nel primo giro di quel draft assieme a John Elway (1º), Todd Blackledge (7º), Jim Kelly (14º), Ken O'Brien (24º), e Dan Marino (27:).
Eason disputò 72 gare (49 come titolare) coi Patriots tra il 1983 e e il 1989. Il suo periodo migliore fu tra il 1984 e il 1986 quando fu il titolare dei Patriots. Nel 1984 ebbe il terzo migliore passer rating della NFL mentre nel 1986 il quarto. Nel 1984 stabilì anche l'indesiderato record di 59 sack subiti con 59, attualmente il nono risultato di ogni tempo.
Nella stagione 1985, Eason aiutò i Patriots a raggiungere un posto nei playoff con una vittoria per 34-23 sui Cincinnati Bengals nell'ultima gara della stagione. Dopo di ciò guidò la sua squadra a vincere per la prima volta nella storia tre gare in trasferta nei playoff qualificandosi per il primo Super Bowl della storia dei Patriots. Nella finale della AFC lanciò tre touchdown contro i Miami Dolphins di Dan Marino, la prima volta che New England batté i Dolphins all'Orange Bowl dal 1966.
Nel Super Bowl XX i Patriots affrontarono i Chicago Bears di Jim McMahon e Walter Payton. I Bears batterono nettamente i Patriots e Eason divenne il primo quarterback titolare della storia a non completare alcun passaggio in un Super Bowl (su 6 tentativi). Eason venne sostituito da Steve Grogan ma il punteggio di 46-10 finale fu la peggior differenza nella storia dell'evento all'epoca.
Eason guidò i Patriots alla vittoria della AFC East l'anno successivo, ma fu sconfitto nei playoff da John Elway e i Denver Broncos. Fu scambiato coi New York Jets durante la stagione 1989 con cui disputò 18 partite in due stagioni, ma solo due di esse come titolare.

## Vittorie e premi
- American Football Conference Championship: 1

New England Patriots: 1985

## Statistiche
| Yard passate  | 11.142 |
| Touchdown     | 61     |
| Intercetti    | 51     |
| Passer rating | 79,7   |